# Lutjanus synagris
Lutjanus synagris és una espècie de peix de la família dels lutjànids i de l'ordre dels perciformes.

## Morfologia
- Els mascles poden assolir 60 cm de longitud total i 3.530 g de pes.[2][3]

## Alimentació
Menja, de nit, peixets, crancs, gambes, cucs, gastròpodes i cefalòpodes.

## Hàbitat
És un peix marí de clima subtropical i associat als esculls de corall que viu entre 10-400 m de fondària.

## Distribució geogràfica
Es troba des de Bermuda i Carolina del Nord (Estats Units) fins al sud-est del Brasil, incloent-hi el Golf de Mèxic i el Carib.

## Ús comercial
Es comercialitza fresc.